# Struhařov (okres Benešov)
Obec Struhařov (dříve Strhařov) se nachází v okrese Benešov ve Středočeském kraji. Žije zde 995 obyvatel. V obci je vybudován vodovod a kanalizace.
Ve vzdálenosti 5 km severozápadně leží město Benešov, 12 km jihovýchodně město Vlašim, 26 km severně město Říčany a 27 km jihozápadně město Sedlčany.

## Části obce
- Babčice
- Bořeňovice
- Budkov
- Býkovice
- Dolní Podhájí
- Hlíňánky
- Horní Podhájí
- Jezero
- Myslič
- Pecínov
- Skalice
- Střížkov
- Struhařov
- Svatý Jan
- Věřice

Do roku 1950 byla součástí i osada Nechyba, poté přičleněna v Benešovu (viz Boušice).

## Historie

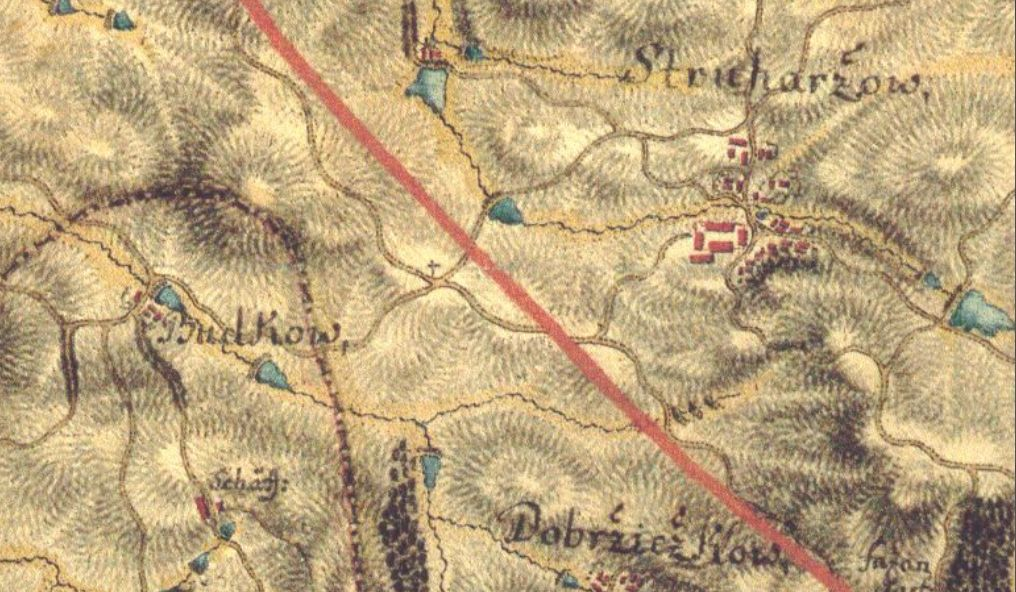
Struhařov v 1. vojenském (Josefském) mapování Čech, okolo roku 1765. Dvůr příslušející k tvrzi je patrný na jižním okraji obce.

První písemná zmínka o obci Strhařov pochází z roku 1370; v nadání kostela Popovského roku 1370 se objevuje zeman Arnest ze Strhařova. Bolech ze Strhařova koupil roku 1417 ves Záhořany. Roku 1446 patřil Strhařov Hrochovi z Cimburka. Roku 1579 prodán Strhařov Šebestiánovi z Říčan na Popovicich, který měl pět synů. Za něj byl statek oddělen od Popovic a byla zde v 2. polovině 16. století založena kamenná tvrz, která připadla synovi Janovi.
I pro blízkost panství Jemniště neměla samospráva dlouhého trvání a poté, co Ferdinand František z Říčan přidružil roku 1699 Struhařov k tomuto panství zanikla tvrz počátkem 18. století beze stopy – její přibližné umístění se nachází v hospodářském objektu u č.p. 42.

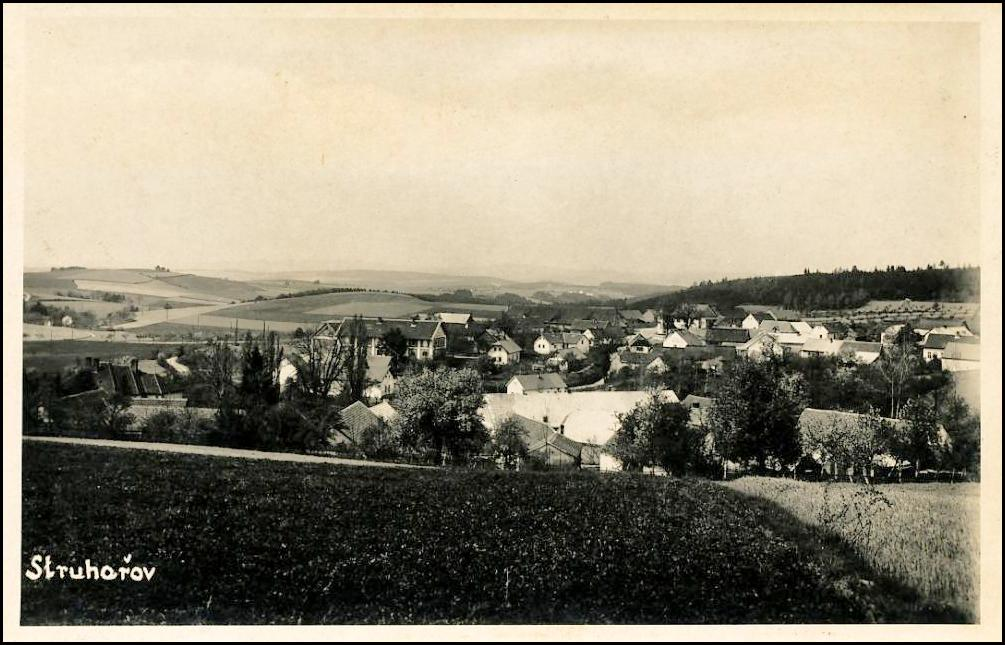
Struhařov, celkový pohled od východu, okolo roku 1935

Podle katastru z roku 1844 byl Struhařov sídlem se dvěma návesními prostory, z nichž severní měl v centru umístěnu kapli Panny Marie. V roce 1877 byla vystavěna obecní škola, v roce 1921 pak budově školy založena obecní knihovna. Dne 5. června 1922 byl v obci odhalen pomník padlým spoluobčanům. Půda v panství Šternberků byla za pozemkové reformy roku 1924 rozdělena mezi bezzemky a malozemědělce. Roku 1927 se započalo s elektrifikací obce. Roku 1931 byl u statku č.p. 21 postaven na obecní náklady most. Roku 1934 byla vystavěna státní silnice z Benešova do Vlašimi, v roce 1935 byla vyasfaltována, místy i vydlážděna. Roku 1940 byla v obci zahájena stavba nové obecní školy (již zrušena). 
Odvodňovací zásahy na podmáčených loukách v okolí potoka byly realizovány v letech 1961-86, spolu s výstavbou bytových domů a proměnou na střediskovou obec. V roce 2006 byla zprovozněna kanalizace a čistírna odpadních vod. V roce 2009 byla dokončena fotovoltaická elektrárna na ploše 6 ha s teoretickým výkonem 1,77 MW, která v roce 2012 do sítě dodala 2,052 GWh energie. V roce 2016 byl vybudován chodník spojující obec s železniční a autobusovou zastávkou na křižovatce silnic II/111 a II/112.

### Územněsprávní začlenění
Dějiny územněsprávního začleňování zahrnují období od roku 1850 do současnosti. V chronologickém přehledu je uvedena územně administrativní příslušnost obce v roce, kdy ke změně došlo:
- 1850 země česká, kraj České Budějovice, politický okres Benešov, soudní okres Neveklov[10]
- 1855 země česká, kraj Tábor, soudní okres Neveklov
- 1868 země česká, politický okres Benešov, soudní okres Neveklov
- 1939 země česká, Oberlandrat Tábor, politický okres Benešov, soudní okres Neveklov[11]
- 1942 země česká, Oberlandrat Praha, politický okres Benešov, soudní okres Neveklov[12]
- 1945 země česká, správní okres Benešov, soudní okres Neveklov[13]
- 1949 Pražský kraj, okres Sedlčany[14]
- 1960 Středočeský kraj, okres Benešov
- 2003 Středočeský kraj, okres Benešov, obec s rozšířenou působností Benešov

### Rok 1874
Ve vsi Struhařov (přísl. Nechyba, 290 obyvatel) byl v roce 1874 mlýn, poplužní dvůr a jednotřídní škola s 64 žáky.

### Rok 1932
Ve vsi Struhařov (přísl. Nechyba II, 527 obyvatel, chudobinec) byly v roce 1932 evidovány tyto živnosti a obchody: 2 hostince, kolář, kovář, 2 rolníci, řezník, obchod se smíšeným zbožím, 2 trafiky.
Ve vsi Myslíč (přísl. Dolní Podhájí, Nechyba I, Radíkovice, Skalice, 390 obyvatel, samostatná ves se později stala součástí Struhařova) byly v roce 1932 evidovány tyto živnosti a obchody: cihelna, 2 hostince, kovář, 4 rolníci, 2 trafiky, velkostatek Správy státních statků.

## Doprava
Dopravní síť
- Pozemní komunikace – Územím obce procházejí silnice II/111 Bystřice - Struhařov - Divišov - D1 - Český Šternberk a II/112 Benešov - Struhařov - Vlašim - Pelhřimov.

- Železnice – Území obce protíná železniční Trať 222 Benešov u Prahy - Vlašim - Trhový Štěpánov. Je to jednokolejná regionální trať, mezi Benešovem a Vlašimí byla zahájena doprava roku 1895. Na území obce leží železniční zastávka Myslíč a železniční zastávka Struhařov; staniční objekt je v soukromém vlastnictví.

Veřejná doprava 2012
- Autobusová doprava – V obci zastavovaly autobusové linky jedoucí do těchto cílů: Benešov, Čechtice, Český Šternberk, Divišov, Jihlava, Ledeč nad Sázavou, Pacov, Pelhřimov, Praha, Sázava, Vlašim.

- Železniční doprava – Po trati 222 mezi Benešovem a Vlašimí jezdilo v pracovních dnech 15 osobních vlaků, o víkendu 8 osobních vlaků. Roku 2016 byl rekonstruován železniční přejezd.

## Turistika
Obcí vede cyklotrasa č. 0068 Čerčany - Petroupim - Struhařov - Popovice - Jankov.

## Pamětihodnosti
- Kaple Panny Marie

## Galerie

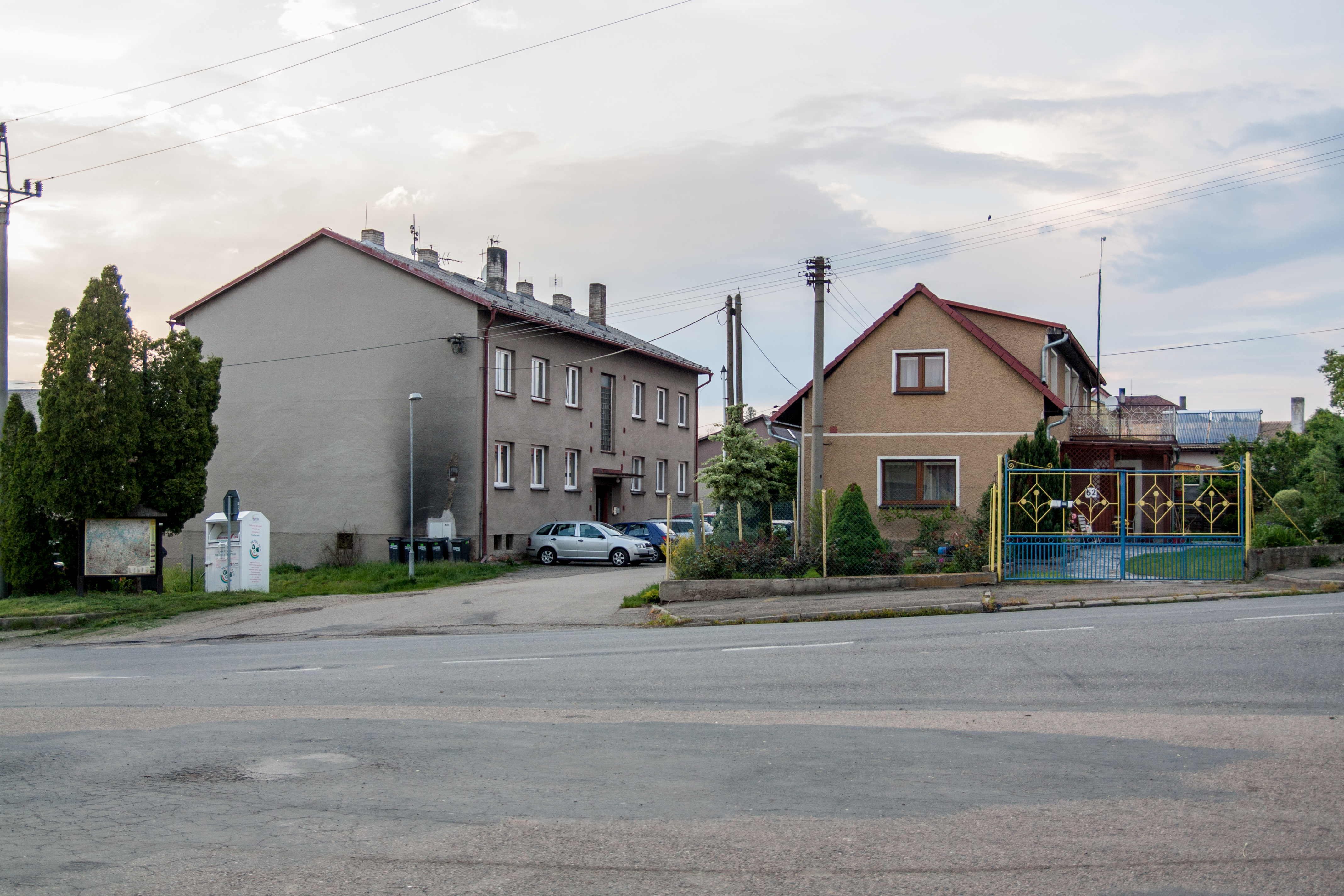
Bytový dům (2019)
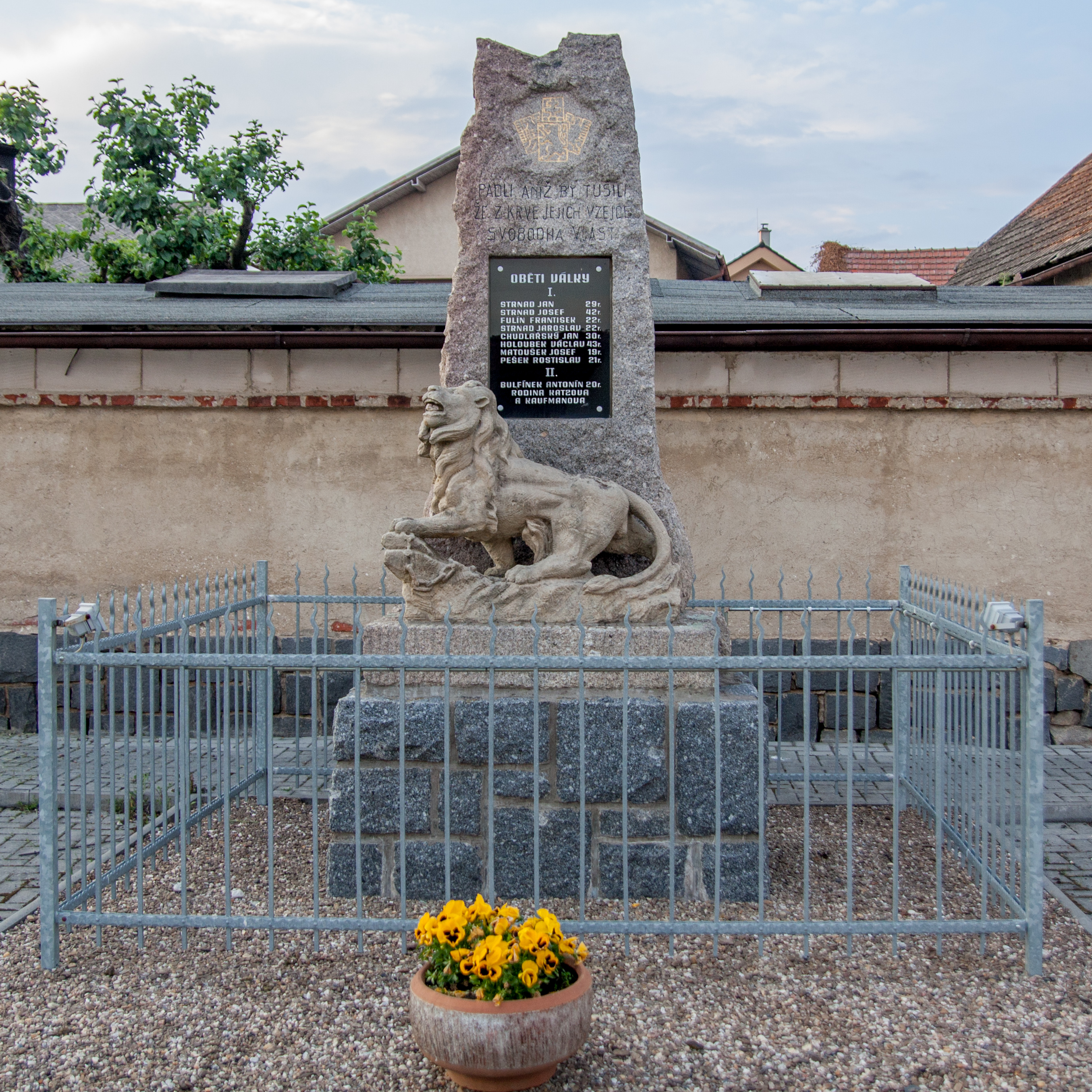
Památník obětem válek (2019)
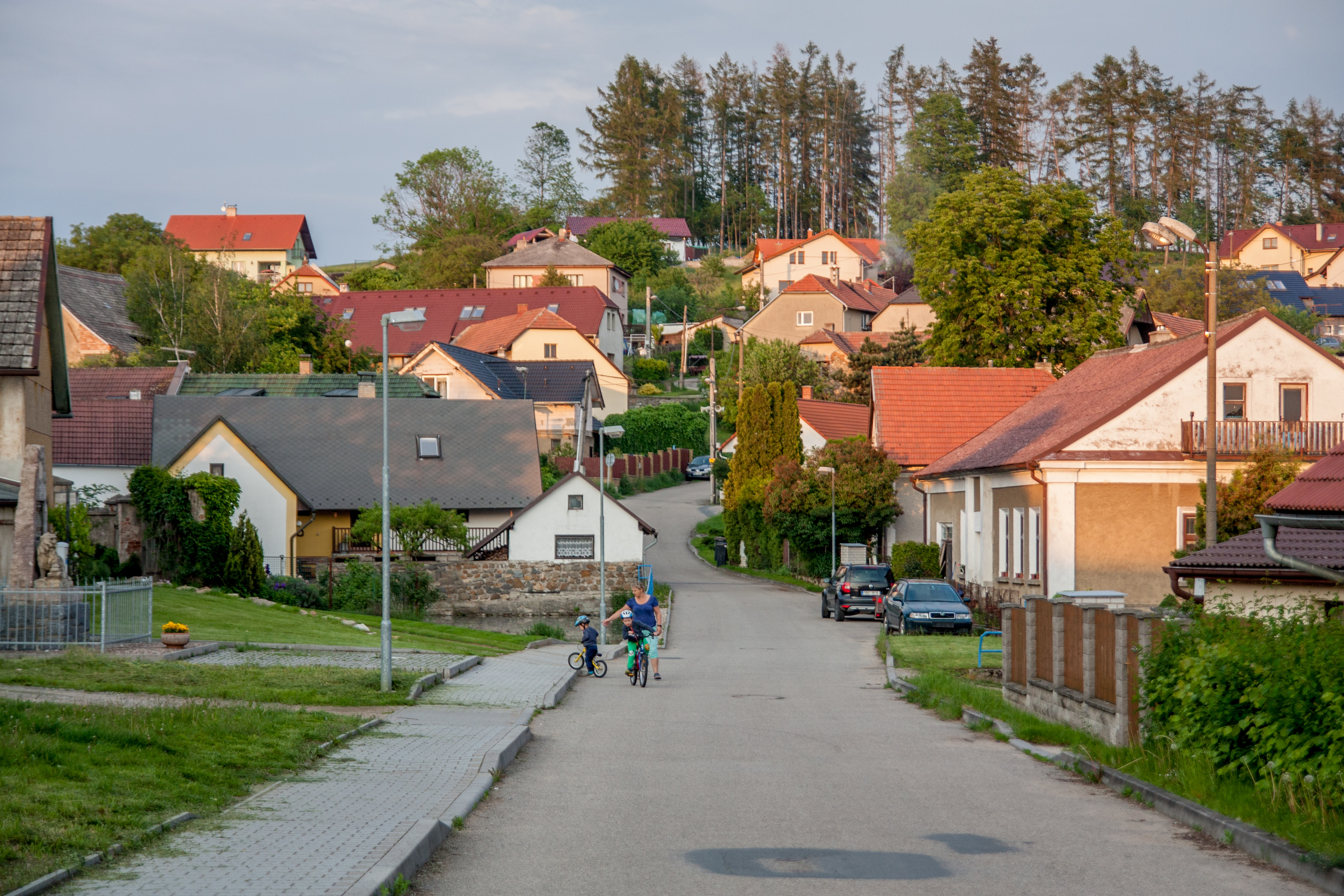
Pohled na domy v obci (2019)
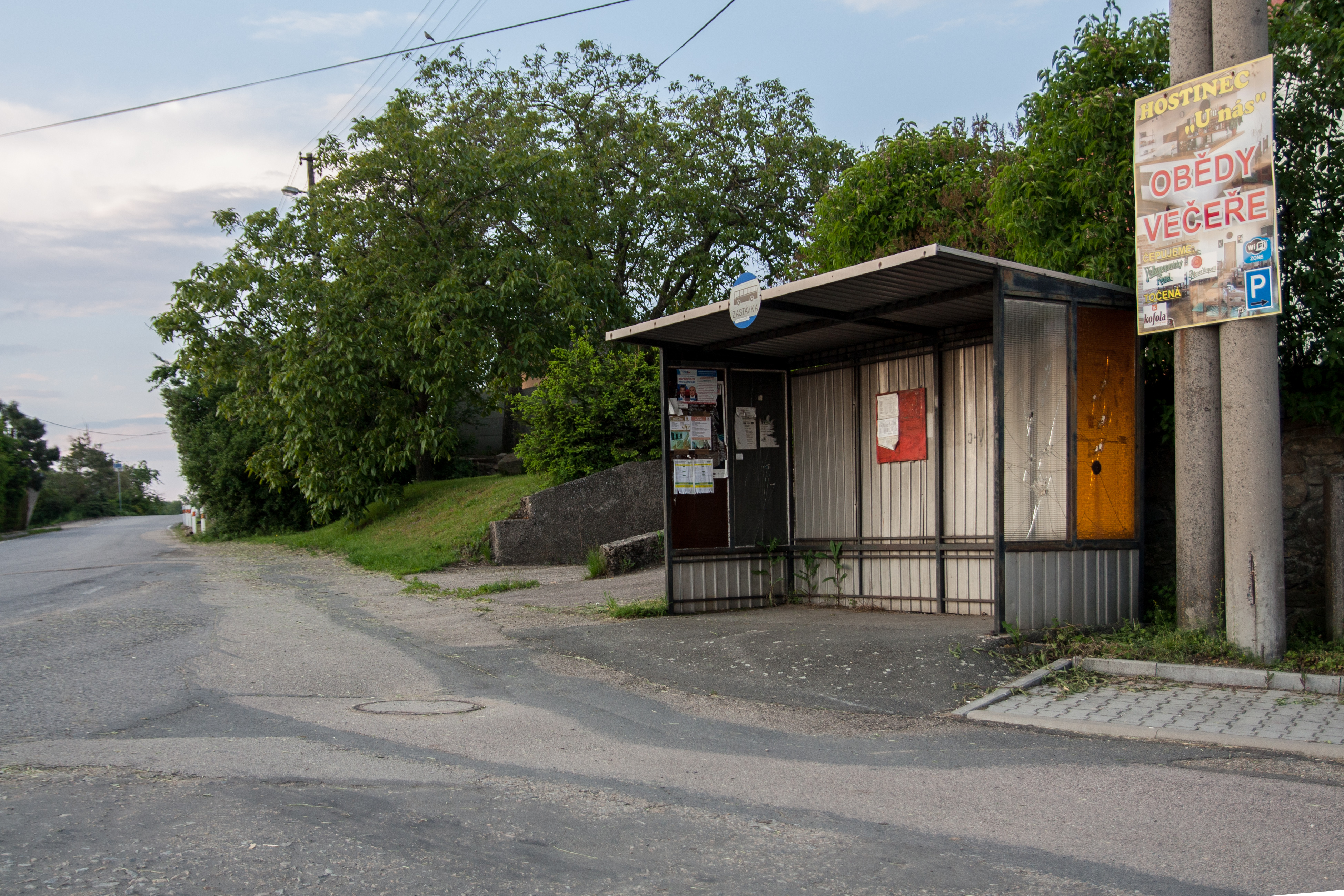
Autobusová zastávka (2019)
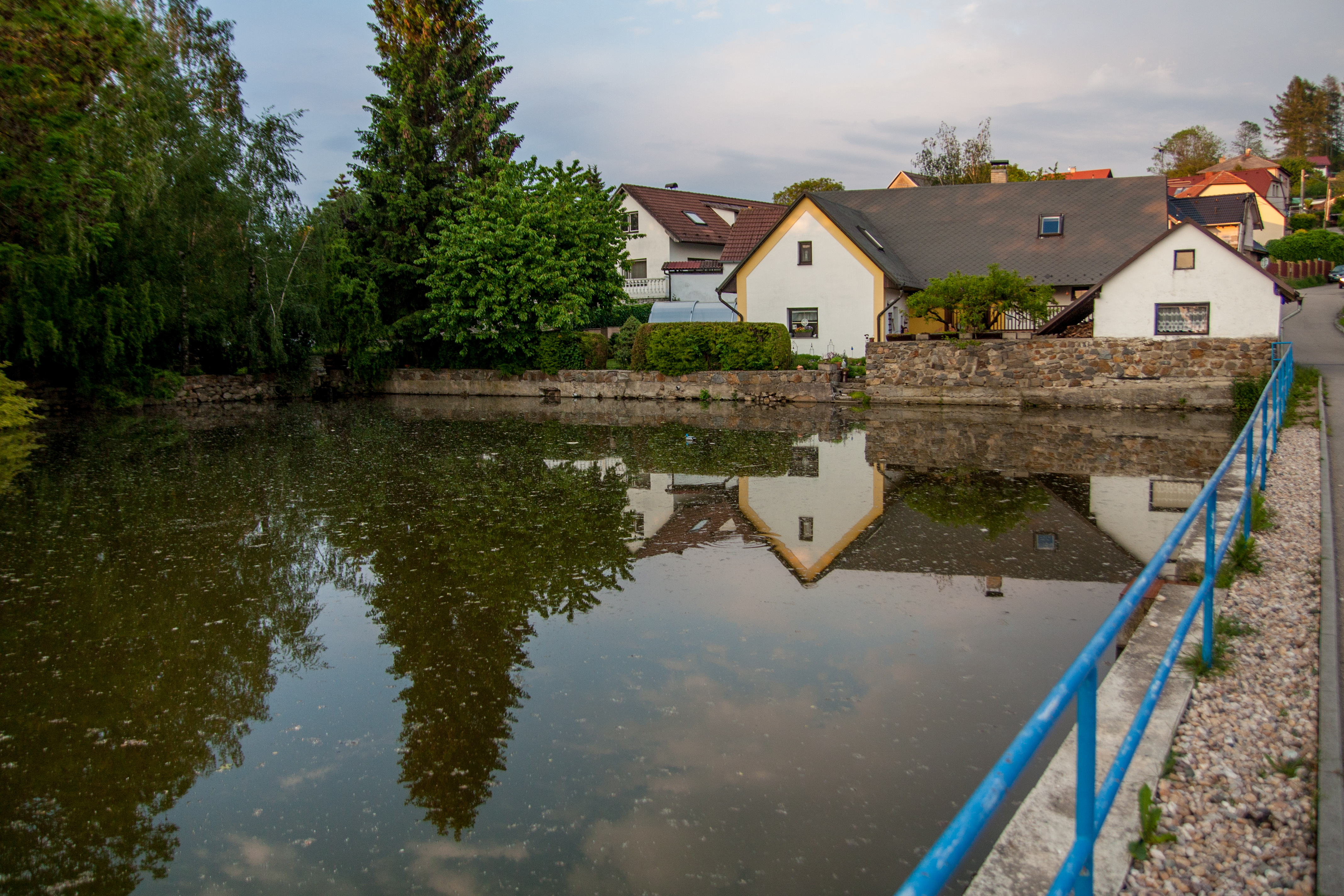
Rybník (2019)